# Wereldbeker mountainbike 2004
De Wereldbeker mountainbike 2004 werd gehouden van mei tot september 2004.

## Cross Country
| Datum | Locatie          | Land             | Winnaar          | Winnares               |
| ----- | ---------------- | ---------------- | ---------------- | ---------------------- |
| 23/05 | Madrid           | Spanje           | Filip Meirhaeghe | Gunn-Rita Dahle Flesjå |
| 30/05 | Houffalize       | België           | Roel Paulissen   | Gunn-Rita Dahle Flesjå |
| 05/06 | Fort William     | Groot-Brittannië | Christoph Sauser | Gunn-Rita Dahle Flesjå |
| 20/06 | Schladming       | Oostenrijk       | Julien Absalon   | Irina Kalentieva       |
| 27/06 | Mont-Sainte-Anne | Canada           | Filip Meirhaeghe | Gunn-Rita Dahle Flesjå |
| 03/07 | Calgary          | Canada           | Filip Meirhaeghe | Gunn-Rita Dahle Flesjå |
| 19/09 | Livigno          | Italie           | Roel Paulissen   | Gunn-Rita Dahle Flesjå |

### Podium
Mannen
- Christoph Sauser
- Roel Paulissen
- Filip Meirhaeghe

Vrouwen
- Gunn-Rita Dahle Flesjå
- Marie-Hélène Prémont
- Annabella Stropparo